# Карачићи (Рогатица)
Карачићи су насељено мјесто у општини Рогатица, Република Српска, БиХ. Према попису становништва из 1991. у насељу је живјело 58 становника.

## Географија
Налази се на око 850 метара надморске висине површине 3,03 км2, удаљено око 7 км од општинског центра. Припада мјесној заједнице Месићи. Збијеног је типа, а засеоци су: Парган, Стијене, Тетино брдо и Халуге. Смјештено је на кршевитом терену, на лијевој страни кањона ријеке Праче. Неистражене средњовјековне некрополе постоје на локалитетима Крчевина и Палин до. Карачићи се помињу у попису читлука Рогатичког кадилука из 1835, као читлук Касим-бега Сијерчића и Мула Ибрахима Добраче. Село је 1879. имало 11 домаћинстава и 76 становника (62 муслимана и 14 православаца); 1910. – 119 становника; 1948. – 164; 1971. – 135; 1991. – 58 (Муслимана); 2013. – три домаћинства и пет становника.

## Историја
Према породичним предањима, старосједиоци су породице Бахтановић, који су дошли из Пеште, и Вражалица, поријеклом са овог подручја. Породица Добрача доселила се из сусједног села Враголови, а породица Пињо из Сарајева. У селу је некада живјела и породица Планојевић (крсна слава Јовањдан). У Другом свјетском рату становници су углавном приступали јединицама НДХ. Према казивању локалног становништва, погинуло је око 50 мјештана (војника и цивила). Током рата 1992–1995. село је спаљено, а било је и цивилних и војних жртава. Послије рата обновљена је већина кућа.

## Становништво
Становништво се углавном бави пољопривредом. До рата 1992–1995. село је имало мектеб. Најближа основна школа је у Рогатици, а џамија у Враголовима. У атару постоји гробље Лучила. Село је електрифицирано 1962, а водовод је спроведен 1980. са Пињиног врела, из сусједног села Судићи.
| Демографија | Демографија | Демографија |
| Година      | Становника  | Становника  |
| ----------- | ----------- | ----------- |
| 1879.       | 76          |             |
| 1910.       | 119         |             |
| 1948.       | 164         |             |
| 1971.       | 135         |             |
| 1991.       | 58          |             |
| 2013.       | 5           |             |